# Marina Vasilévskaya
Marina Vitaleuna Vasilévskaya (en bielorruso: Марына Віталеўна Васілеўская; Minsk, 14 de septiembre de 1990) es una instructora de vuelo y asistente de vuelo de Belavia Airlines.    Es la primera mujer bielorrusa en viajar al espacio.  

## Biografía
Marina Vasilévskaya se graduó en la escuela secundaria en Minsk Es instructora de vuelo y asistente de vuelo de Belavia Airlines, y trabaja en las tripulaciones de aviones Boeing y Embraer. Comenzó a bailar cuando tenía 12 años. Practicó bailes de salón profesionalmente durante 15 años antes de unirse a la aerolínea.  Le apasiona el diseño de interiores, la natación, el aeróbic, el bádminton y el tenis, además de la jardinería.

## Misión espacial

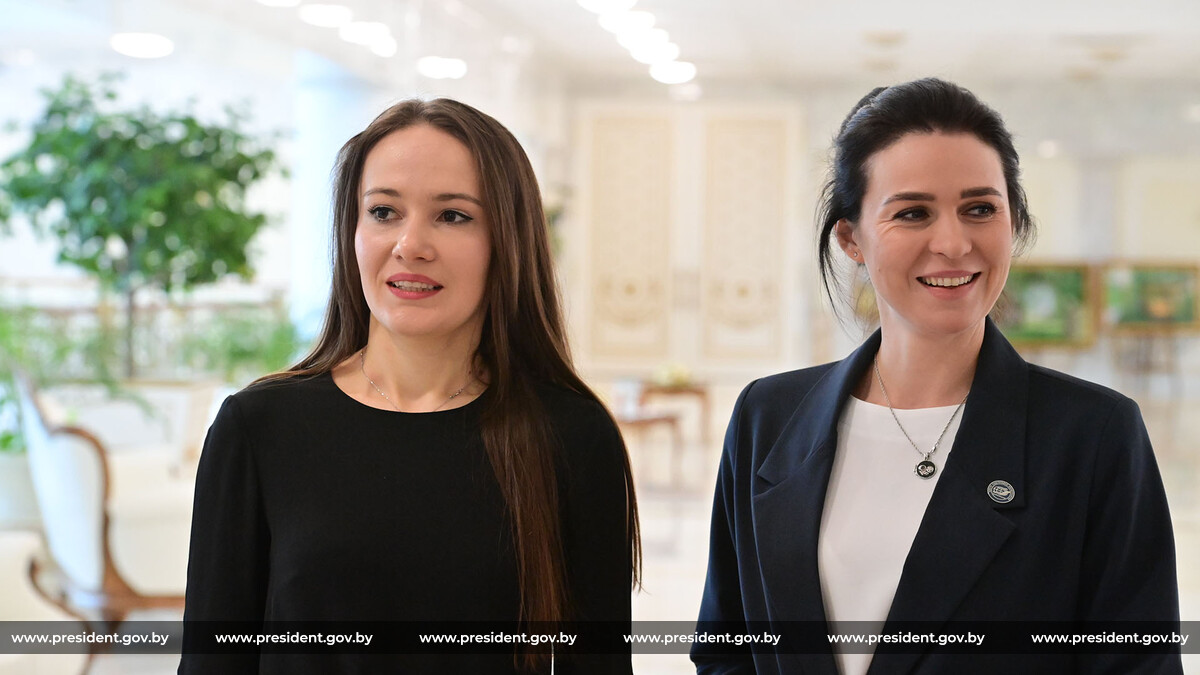
Anastasia Lenkova (izquierda) y Marina Vasilévskaya (derecha)

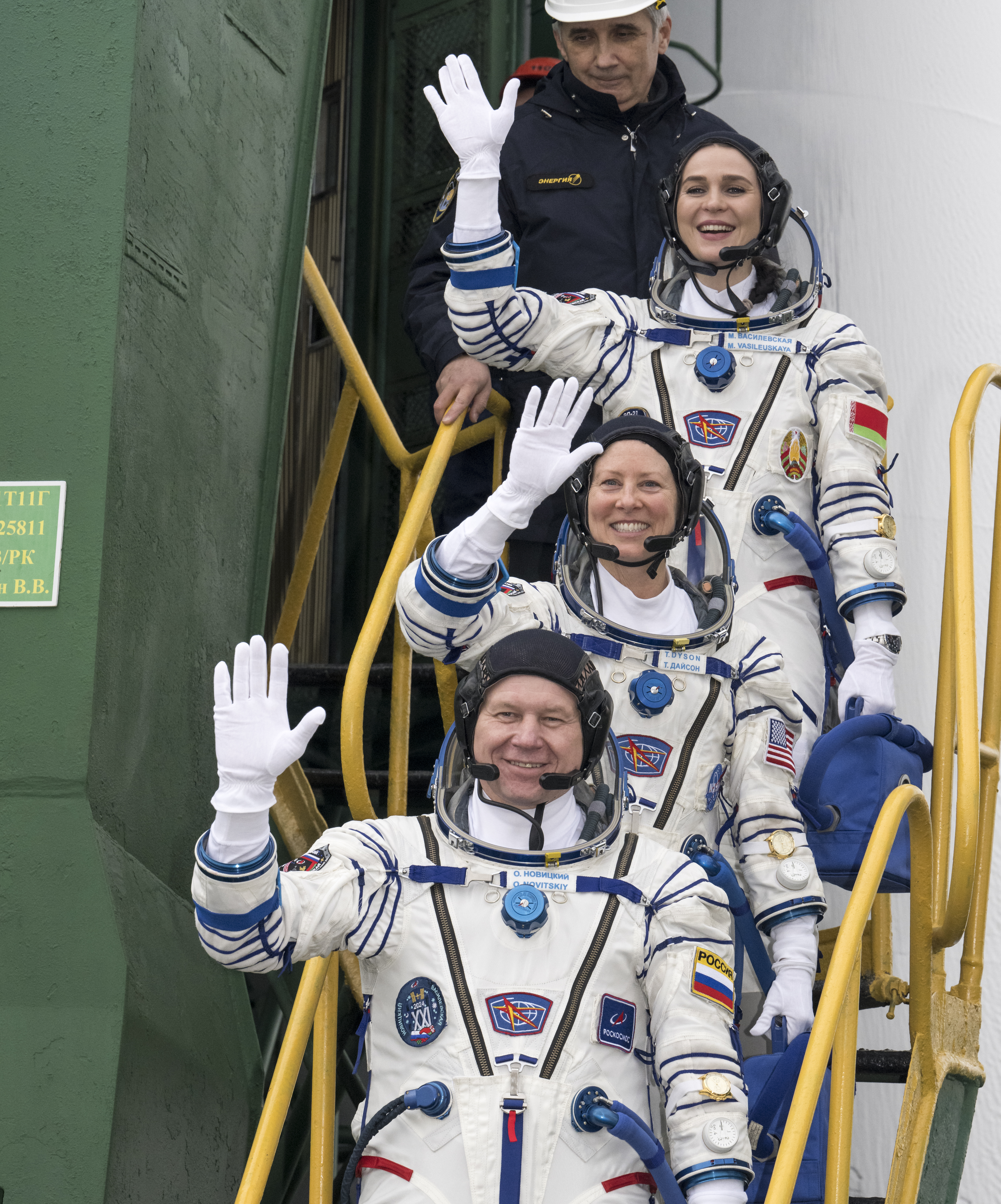
Marina antes del lanzamiento

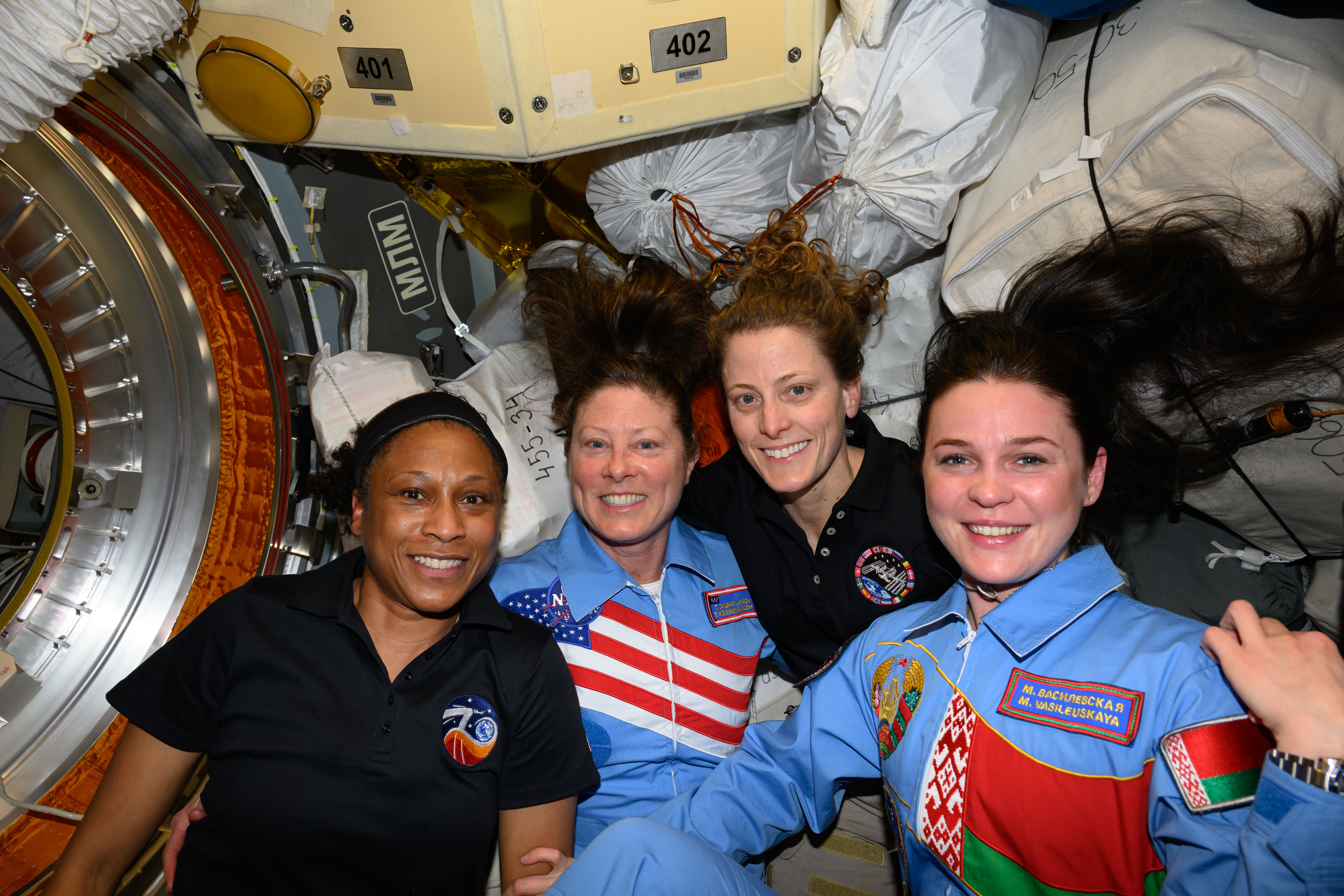
Marina en la Estación Internacional Espaciak

En diciembre de 2022 fue una de las seis preseleccionadas entre más de tres mil mujeres para participar en un vuelo espacial en el marco del proyecto «Mujer bielorrusa en el espacio» en la nave espacial rusa Soyuz a la Estación Espacial Internacional (ISS). Este concurso fue organizado por la Academia Nacional de Ciencias de Bielorrusia. Las otras cinco candidatas eran otra azafata, dos médicas y dos científicas.
En mayo de 2023, fue seleccionada junto con la suplente Anastasia Lenkova por la Agencia Espacial de Bielorrusia para volar a bordo de la Soyuz MS-25 en marzo de 2024.  Fue designada miembro de la tripulación principal de la ISS EP-21.
En julio de 2023 ingresó en el Centro de Entrenamiento de Cosmonautas Gagarin en la Ciudad de las Estrellas. En octubre, comenzó el entrenamiento en el simulador de la Soyuz MS para realizar operaciones rutinarias de vuelo y desacoplamiento, y recibió entrenamiento en condiciones de gravedad cero en el avión de laboratorio Ilyushin II-76.  En diciembre, junto con Oleg Novitski, realizó un entrenamiento sobre aterrizaje de emergencia en una zona boscosa y pantanosa en invierno. Trabajó en el segmento orbital ruso de la ISS.
Viajó a la estación con el cosmonauta de Roscosmos Oleg Novitski y la astronauta de la NASA Tracy Caldwell Dyson, donde ella y Oleg pasaron aproximadamente 13 días a bordo del complejo orbital como parte de la 21.ª expedición de visita a la ISS.  Los dos regresaron a la Tierra a bordo de la Soyuz MS-24 con el astronauta de la NASA Loral O'Hara el 6 de abril de 2024.